# KaV Norica Wien
Die Katholische akademische Verbindung Norica ist eine 1883 gegründete katholische akademische Verbindung in Wien. Sie ist Mitglied im Österreichischen Cartellverband (ÖCV), oftmals wird sie als K.a.V. Norica Wien oder schlicht Norica Wien abgekürzt. Seit 1985 existiert eine Verbindung für Studentinnen und Akademikerinnen K.a.V. Norica Nova. Die Norica Nova ist Mitglied im Europäischen Kartellverband (EKV). Rechtlich sind beide Verbindungen eigenständige Vereine, die auf der Basis eines vom ÖCV zur Kenntnis genommenen Kooperationsabkommens eng zusammenarbeiten.

## Prinzipien (Ziele)
Die Norica bekennt sich zu den vier Prinzipien (Zielen) des ÖCV: religio, patria, scientia, amicitia. Die Norica ist vollfarbentragend und nichtschlagend (katholisches Prinzip der Antiduellität). Ihr Wahlspruch lautet Numquam incerti, semper aperti! (Niemals unsicher, immer offen!). Ihre Burschenfarben sind weiß-blau-gold, die Fuchsenfarben blau-weiß-blau. Die Mützenfarbe ist ebenfalls blau (wobei es sich in allen Fällen um ein recht helles Blau handelt).

## Geschichte

### Gründung
In Österreich (Monarchie) wurden Studentenverbindungen erst nach den Verfassungsreformen von 1861 und 1867 offiziell zugelassen. Die erste katholische Studentenverbindung in Österreich war die akademische Verbindung Austria-Innsbruck (1864), die sich an der bayerischen Verbindung Aenania (gegr. 1851 in München) orientierte. In Wien entstand 1876/77 der „Katholisch-gesellige Studentenverein der Wiener Hochschulen“, der sich ab 1880 „Austria“ nannte und allmählich zu einer farbentragenden Verbindung wurde. Zwei Mitglieder und fünf Gäste der damals noch nicht farbentragenden „Austria“ entschlossen sich am 23. Dezember 1883, eine katholische, farbentragende Verbindung zu gründen. Im Februar 1884 wurden die Statuten der Norica nicht untersagt und die kleine Verbindung konnte ihre Tätigkeit beginnen. Als Name wählte man den Namen Norica, die weibliche Form des Namens der römischen Provinz Noricum auf heutigem österreichischen Boden. Als Farben wählte man Weiß-Blau-Gold, nämlich blau-gold, die Farben Niederösterreichs, und weiß, möglicherweise in Anlehnung an die Farben der römisch-katholischen Kirche (gelb-weiß). Im März desselben Jahres wurde Norica in den CV, den Cartellverband der katholischen farbentragenden Verbindungen im Deutschen Reich und an den deutschsprachigen Universitäten des damaligen Österreich, aufgenommen.

### In der Monarchie (1883–1918)
Da die meisten Noriker Söhne von Kleinbürgern oder Bauern waren, befasste sich die Norica auch intensiv mit der „Sozialen Frage“. Noriker engagierten sich in der Christlichsozialen Partei  oder in einer ihrer Teilorganisationen, wie im Christlichsozialen Arbeiterverein, zu dessen Mitarbeitern z. B. Franz Bittner und Franz Hemala zählten. Auch im „Volksbund der Katholiken Österreichs“ (gegr. 1905, 1908 und 1919 umbenannt), einer Vorfeldorganisation zur Christlichsozialen Partei, schienen Noriker, wie z. B. Josef Pultar (1879–1959) als Vizepräsident und Hans Schmitz (1897–1970) als Referent auf.
In den Medien war Norica vor allen anderen durch Friedrich Funder (1872–1959) vertreten, Urmitglied der K.Ö.H.V. Carolina Graz und Bandinhaber der Norica, seit 1896 in der Redaktion der Tageszeitung „Reichspost“ (gegr. 1893/94). (Funder war von 1902 bis 1938 Chefredakteur der Reichspost und nach 1945 Gründer des katholischen Wochenblattes „Die Furche“.)
Die Mitglieder der Norica kamen aus mehreren Kronländern und gingen unterschiedlichen Studien nach. Öffentliches Bekenntnis und Engagement waren ihnen wichtig. Nach anfänglichen personellen Problemen wuchs die Norica sehr schnell und gründete 1908 zwei Tochterverbindungen: Die K.a.V. Marco-Danubia Wien und die K.Ö.H.V. Franco-Bavaria Wien (beide wurden Mitglieder im CV).
Der im Dezember 1913 zum Philistersenior (Obmann der Akademiker) der Norica gewählte Robert Krasser (1882–1958) verblieb in dieser Funktion bis 1958. Er war an der Ausgestaltung des CV und der Gründung des ÖCV (s. u.) maßgeblich beteiligt.

### In der Ersten Republik
Auch unter dem Einfluss einer Artikelserie des ehemaligen Ministers für soziale Fürsorge in der letzten kaiserlichen Regierung Ignaz Seipel, die unmittelbar nach Ausrufung der Republik in der „Reichspost“ im November 1918 erschien, entschieden sich die Christlichsozialen für die Republik. Im Oktober 1919 wurde der Salzburger Rechtsanwalt Rudolf Ramek (1881–1941) Staatssekretär (= Minister) für Justiz. Er war seit 1901 Mitglied der Norica. 1920 verlieh Norica Ignaz Seipel (1876–1932) die Ehrenmitgliedschaft. Ignaz Seipel bildete als Bundeskanzler zwischen 1922 und 1929 fünf Regierungen. Rudolf Ramek war 1924–1926 Bundeskanzler und bildete zwei Regierungen. Mehrere Noriker wurden in der demokratischen Zeit der Republik als Bundesminister berufen, waren Landeshauptmann oder Mitglieder von Landesregierungen.

#### Die Gründung des 3. ÖCV (1933)
Am 10. Juli 1933 spalteten sich die österreichischen CV-Verbindungen vom reichsdeutschen CV ab, der dem nationalsozialistischen Gleichschaltungsdruck erlegen war. Robert Krasser war an der Gründung des ÖCV maßgeblich beteiligt. Im autoritären Ständestaat bekannte sich die Mehrheit der Noriker zu einem souveränen Österreich. Noriker wurden in den Staatsrat, Bundeswirtschaftsrat, Bundeskulturrat und Länderrat berufen. Noriker (wie die Ehrenmitglieder Leopold Kunschak und Josef Resch) suchten eine Versöhnung mit der Sozialdemokratie. 1938 wollte der von Bundeskanzler Engelbert Dollfuß als Bürgermeister von Wien eingesetzte Richard Schmitz, ausgehend von städtischen Betriebsmilizen in Wien, gemeinsam mit den Sozialdemokraten Widerstand gegen eine Okkupation des Landes durch das nationalsozialistische Großdeutsche Reich organisieren. Dazu kam es jedoch nicht mehr.

### Im Untergrund (1938–1945)
Nach dem Anschluss im März 1938 wurde die Norica wie alle ÖCV-Verbindungen als staatsfeindlich verboten und zwangsaufgelöst.
Bereits im ersten Transport aus Wien in das Konzentrationslager Dachau befanden sich vier Mitglieder der Norica: Leopold Figl, Erich und Walter Pultar und Richard Schmitz. Ihnen folgten weitere Noriker als Gefangene in die Konzentrationslager:
Alfred Benn (1911–1943), Wilhelm Bock (1895–1966), Karl Bruckner (1896–1963), Gustav Canaval (1898–1959), Franz Edlinger (1887–1957), Friedrich Funder, Johann Gruber (1889–1944), Johannes Hollnsteiner (1895–1971), Anton Kankovsky (1884–1947), Hans Pernter (1887–1951), Bruno Schmitz (1912–1975), Karl Maria Stepan (1894–1972), Robert Steyskal (1901–1980), Ferdinand Thaller (1907–1988). Alfons Übelhör (1905–1967) verbrachte 20 Monate in Gefängnissen. Der Priester Johann Gruber wurde am 7. April 1944 im KZ Gusen ermordet, der Jurist Karl Biack (1900–1944) durch den Volksgerichtshof zum Tode verurteilt und am 7. November 1944 in München-Stadelheim hingerichtet.
Noriker waren auch im Widerstand tätig. Bekannt ist dies von Alfred Brodil (1915–1993), Franz Derndorfer (1916–2005), Hans Janauschek (1919–1979), Georg Krasser (1917–2012), Robert Krasser (1882–1958), Bruno Schmitz, Alfons Übelhör, Johann Wollinger (1915–1965) und den Ärzten Karl Fellinger (1904–2000), Leopold Haas (1911–1957), Karl Komuczki, Franz Matschnig (1912–1972) und Franz Ritschl (1908–1982). Es bestand eine Widerstandsgruppe Johann Wollinger und eine Gruppe von Norikern um Georg Krasser in der Artillerie-Ersatz- und Ausbildungsabteilung 109 der Deutschen Wehrmacht in Brünn. Bruno Schmitz leitete eine Widerstandsgruppe in der Heeresstreife Groß-Wien. Alfons Übelhör zählte zur Widerstandsgruppe Kastelic-Scholz-Lederer.

### In der Zweiten Republik (nach 1945)
Nach dem Zweiten Weltkrieg wurden der ÖCV und die K.a.V. Norica wiederbegründet. Robert Krasser war an der Wiedererrichtung der ÖCV-Verbindungen in Wien maßgeblich beteiligt. In der Monarchie, in der Zwischenkriegszeit und nach 1945 war Norica mehrmals Vorort (= leitende Verbindung) des CV und des ÖCV.
An der Wiedererrichtung des demokratischen Österreich wirkte Leopold Figl (1902–1965) als Bundeskanzler entscheidend mit. Bundeskanzler Julius Raab (1891–1964) und Außenminister Leopold Figl gehörten jener Bundesregierung an, die Österreich im Mai 1955 in die volle Souveränität führte. Außenminister Alois Mock (1934–2017) war ein entschiedener Befürworter der europäischen Integration und führte die österreichische Delegation bei den Beitrittsverhandlungen, deren Ergebnis die Mitgliedschaft Österreichs bei der Europäischen Union ab 1. Jänner 1995 war. Raab, Figl und Mock waren seit ihren Studienzeiten Mitglieder der Norica.
Im Oktober 1985 gründeten Töchter bzw. Schwestern von Norikern mit Norica Nova eine katholische farbentragende Studentinnenverbindung. Norica und Norica Nova sind rechtlich getrennt, beide benützen aber das gleiche Vereinslokal und planen ein gemeinsames Programm beider Verbindungen, welches sie mit Ausnahme der vereinsrechtlich relevanten Konvente gemeinsam durchführen.
Anstrengungen der Norica, die (weiblichen) Mitglieder der Norica Nova in den ÖCV aufnehmen zu lassen, scheiterten an der fehlenden Mehrheit im Verband, gerade zur Gründungszeit aber auch an fehlenden 2/3 Mehrheiten in der eigenen Verbindung.

## Norica und Norica Nova heute
Norica ist Mitglied im Österreichischen Cartellverband (ÖCV), für sie gelten die Prinzipien des CV:
- Religio bedeutet Bekenntnis zum katholischen Glauben, Leben nach christlichen Grundsätzen, Miterfüllung des Sendungsauftrages der Kirche, brüderliche und schwesterliche Verbundenheit mit anderen Christen und Respekt vor dem, was in anderen Religionen wahr und heilig ist.

- Patria bedeutet Engagement für Demokratie und Gesellschaft, die Republik Österreich und ein gemeinsames Europa.

- Scientia bedeutet zielstrebiges Studium, unvoreingenommenes, lebenslanges Streben nach Erkenntnis, Vordenken, Beschreiten neuer Wege und interdisziplinären Erfahrungsaustausch.

- Amicitia bedeutet brüderliche und schwesterliche Zusammengehörigkeit und Pflegen lebenslanger, Generationen übergreifender Freundschaften. Die beiden Verbindungen erwarten Initiative und Übernahme von Verantwortung.

Norica Nova als Mitglied des Europäischen Kartellverband (EKV) nimmt für sich selbst in Anspruch, diese Prinzipien gleichsam zu leben.
Der Wahlspruch stellt gleichzeitig die Lebensphilosophie der Verbindungsmitglieder dar. Über die Leistungen im Studium und später im Beruf hinaus sollen sich die Verbindungsmitglieder verpflichtet fühlen, "durch ständige Weiterbildung, gemeinsame Diskussionen betreffend die neuesten Entwicklungen, sowie durch Engagement in Politik, Religion, Wissenschaft, Kultur und Zivilgesellschaft/sozialer Bereich aktiv an der Entwicklung Österreichs und Europas teilzunehmen".
Aus weiten Teilen der Gesellschaft waren bereits bedeutende Persönlichkeiten Mitglied der Norica/Norica Nova:
Bereich Politik: Gernot Blümel (Finanzminister), Michaela Steinacker (Abgeordnete zum Nationalrat), Wolfgang Gerstl (Abgeordneter zum Nationalrat), Markus Figl (Bezirksvorsteher des ersten Wiener Gemeindebezirks)
Bereich Religion: Maximilian Fürnsinn CanReg (EM, ehem. Propst Stift Herzogenburg), Christoph Konrath (Interreligiöser Dialog, insb. christlich-jüdische Zusammenarbeit)
Bereich Wissenschaft und Recht: Wolfgang Brandstetter (ehemaliger Richter am Verfassungsgerichtshof), Helmut Wohnout (Generaldirektor des Österreichischen Staatsarchivs), Helmut Türk (Völkerrecht; Diplomat und ehem. Internationaler Richter), Hildegunde Piza-Katzer (EM NcN, Plastische und Wiederherstellungs-Chirurgie), Karl Aiginger (Wirtschaftsforscher), Boris Hartmann (Virologe)
Mitglieder der Österreichischen Akademie der Wissenschaften: Martin Aigner (Mathematik), Ernst Bruckmüller (Geschichte), Herbert Mang (Mechanik), Wolfgang Mantl (Politikwissenschaft und Staatsrecht), Jörg Schmiedmayer (Physik)
Bereich Kultur: Wolfgang Bandion (Kulturhistoriker), Helmuth Vavra (Kabarettist und Autor), Wolfgang Waldner (Diplomat und ehem. Kulturorganisator), Dieter Grohmann (Filmemacher)
Bereich Zivilgesellschaft/Sozialer Bereich: Sebastian Huber (Virgilbus – Menschlichkeit auf vier Rädern), Judit Marte-Huainigg (Caritas), Gertraude Steindl (EM NcN, Aktion Leben), Elisabeth Anselm (Hilfswerk Österreich)

## Bekannte verstorbene Mitglieder der Norica

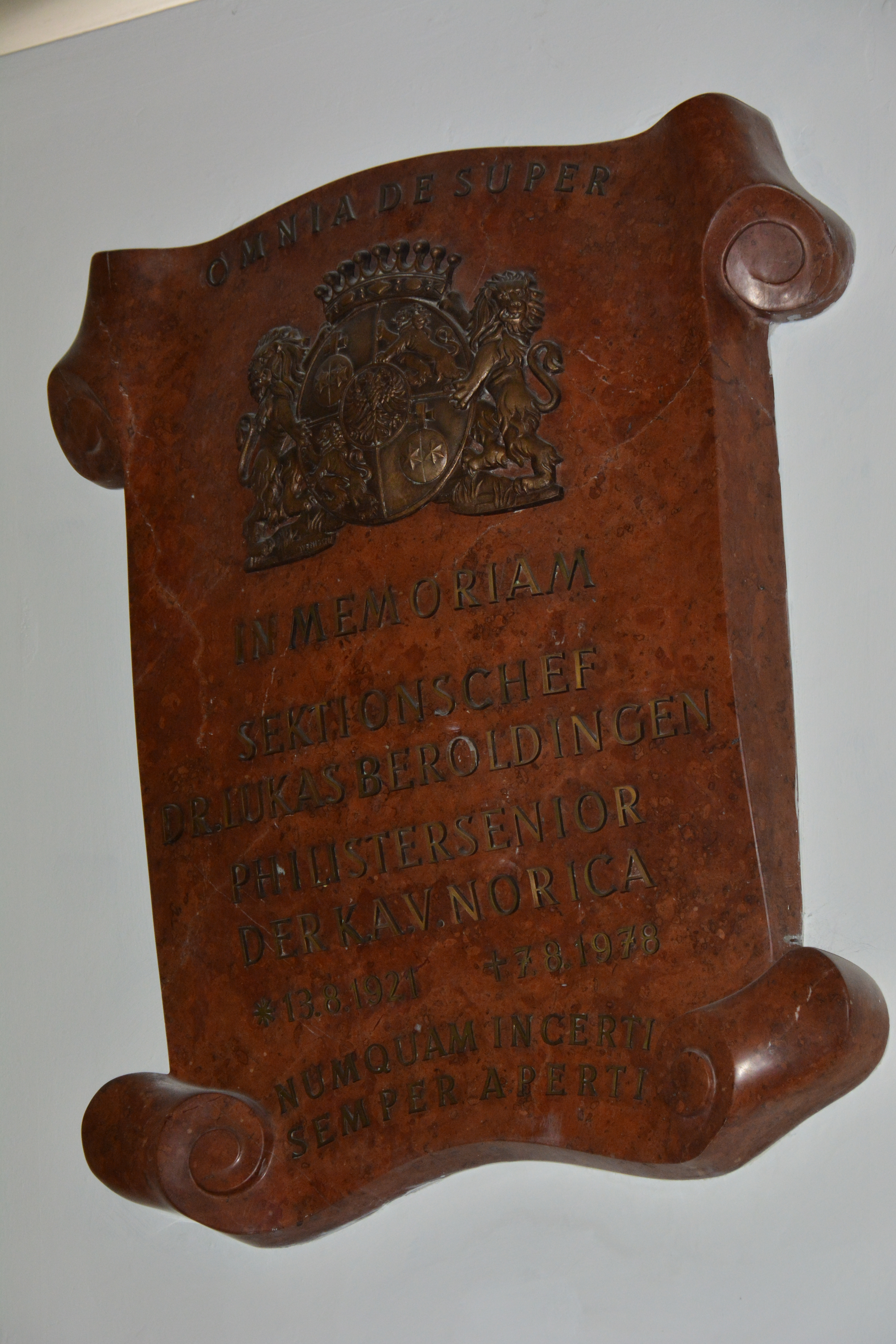
Gedenktafel für Lukas Beroldingen, Philistersenior der KaV Norica, in der Kapuzinerkirche (Wien)

- Martin Aigner (1942–2023), Universitätsprofessor der Mathematik
- Walter Antoniolli (1907–2006), Verfassungsjurist (Präsident des VfGH)
- Gustav Adolf Canaval di Moneta (1898–1959), Journalist
- Karl Fellinger (1904–2000), Mediziner
- Leopold Figl (1902–1965), Politiker (Bundeskanzler in der 2. Republik)
- Friedrich Funder (1872–1959), Journalist
- Marian Heitger (1927–2012), Erziehungswissenschaftler
- Paul Hermanek (1924–2020), Pathologe und Onkologe in Erlangen
- Clemens Holzmeister (1886–1983), Architekt
- Franz Karasek (1924–1986), Politiker (Generalsekretär des Europarats)
- Heinz Krejci (1941–2017), Zivilrechtsprofessor
- Alois Mock (1934–2017), Politiker (Vizekanzler und Außenminister in der 2. Republik)
- Rudolf Matthias Pichler (1874–1950), Denkmalpfleger und Maler
- Julius Raab (1891–1964), Politiker (Bundeskanzler in der 2. Republik)
- Rudolf Ramek (1881–1941), Politiker (Bundeskanzler in der 1. Republik)
- Josef Scheicher (1842–1924), Priester und Politiker
- Richard Schmitz (1885–1954), Politiker (Bürgermeister von Wien, Vizekanzler in der 1. Republik)
- Wolfgang Schmitz (1923–2008), Politiker und Finanzexperte (Finanzminister in der 2. Republik, Präsident der Nationalbank)
- Josef Schlegel (1869–1955), Politiker (Landeshauptmann Oberösterreichs in der 1. Republik)
- Karl Josef Schommer (1940–2007), Politiker (Staatsminister in Sachsen)
- Hermann Withalm (1912–2003), Politiker (Vizekanzler in der 2. Republik)
- Wilhelm Franz Zedinek OSB (1898–1971), Geistlicher (Abt des Stifts Göttweig)
- Burkhard Ellegast OSB (1931–2022), Geistlicher (Abt des Stifts Melk)